# 沙羅樹
沙羅 樹（さら いつき、1968年3月7日 - ）は、日本のAV女優。カプセルエージェンシー所属。

## 略歴
東京都出身。1986年、橋本ルミ（はしもと るみ）の芸名で『美聖女レイプ 囚』（ミス・クリスティーヌ）でAVデビュー。
その後「沙羅樹」に改名しクリスタル映像の作品に出演。程なく人気AV女優となるが、この飛躍は監督であり共演者でもあった村西とおるの影響が大きかった。なお初期はクリスタル映像に社員として所属していたため3本しか出ていないが月300万ほど給料として出ていた。このため撮影よりインタビューを受ける女優へのお茶出しが一番多い仕事だったという。お茶汲みしていただけで月給500万の月もあったという。
1988年に引退。
1990年、ダイヤモンド映像の専属女優として復帰。1994年にはサムから再度復帰。いずれも活動は短期間であった。
2006年に3度目のAV復帰。翌2007年10月に新作が発売されて以降の新作発売が途絶えていたが、2011年2月に新作が発売され、以後も散発的に活動を継続している。

## 人物
芸名は村西とおるが命名。極楽へ行く時に見る花「沙羅双樹」とススキノにあった風俗店「沙羅」からの着想。
ドラマ『全裸監督』で描かれた村西とおるのハワイ逮捕事件に女優として関わっており、三泊四日の拘留、警官に45口径のピストルを突きつけられる経験を実際にしている。
「クリスタル映像の二大巨頭」と呼ばれた黒木香との当時のライバル関係を寺井広樹著『伝説のAV女優』（彩図社、2021年）のインタビューで打ち明けている。

## 出演作品

### アダルトビデオ（撮りおろし作品）
1986年
- 美聖女レイプ 囚（ミス・クリスティーヌ） ※「橋本ルミ」名義
- 沙羅樹のSEX・サバイバルゲーム（クリスタル映像）
- 愛しの沙羅ドリーム（クリスタル映像）

1987年
- セーラー服の女ともだち（クリスタル映像）
- 沙羅MY・LOVE（クリスタル映像）

1990年
- ごきげん濡れ気分 玉に恋（ダイヤモンド映像）
- 女教師・沙羅（ダイヤモンド映像）
- 若奥様・沙羅（ダイヤモンド映像）

1994年
- エログロマガジン すけべっ娘 2（4月18日、CUE）…オムニバス作品
- 復活!人間発電所'94（4月28日、サム）
- 肉欲ハウス 獣たちの宴（6月23日、サム）
- 淫獣教室（7月30日、エイトマン）
- 姦狂汚染（9月4日、サム）

1995年
- 死ぬか、イクか?!（1月11日、エイトマン）

2006年
- 復活沙羅樹（10月5日、タカラ映像）
- 息子を愛した母（11月4日、タカラ映像）
- 電撃復活（11月25日、マドンナ）
- セレブ 沙羅樹（12月7日、ヒビノ）
- 義母の柔肌（12月25日、マドンナ）

2007年
- 黒人&ナマ中出し（1月5日、ヒビノ）
- 女教師（1月25日、マドンナ）
- 社長夫人・堕ちるまで…（9月7日、アタッカーズ）
- 人妻喪服無情（10月7日、アタッカーズ）

2011年
- 母子交尾 【千葉大賀路】（2月9日、ルビー）
- 熟女 即フェラ・即ハメ!ハプニング・潮吹き（3月4日、カマタ映像）
- 母の筆おろし（3月23日、ルビー）

2013年
- 寝取られ姉妹夫婦交換（4月25日、マドンナ）
- 松本まりなに乳首ベロベロ舐められながら沙羅樹にジュポジュポち○ぽしゃぶられるあのころ夢にまで見た3Pセックス（12月25日、アロマ企画）

2014年
- 四十路伝説（レジェンド） あの往年のAV女優 沙羅樹が童貞宅に訪問して筆下ろし（6月20日、ネクストイレブン）

### オリジナルビデオ
- 白昼夢 禁断の記憶（2008年1月24日、レジェンド・ピクチャーズ）
- 夜這い痴母 ママの愛撫を止めないで（2011年11月30日、コンマビジョン）

### 成人映画
- 痴母の強制愛撫 止めないで!（2007年3月2日、エクセスフィルム）

### テレビ
- ダラケ! 〜お金を払ってでも見たいクイズ〜 5thシーズン第6回（2015年11月19日、BSスカパー）
- じっくり聞いタロウ～スター近況(秘)報告～（2020年3月19日、テレビ東京）[5]

### ラジオ
- おとなの子守唄（ラジオ関西）

## 書籍

### 写真集
- 半分少女（1986年11月、白夜書房） - 撮影:高桑常寿
- マドンナメイト写真集 沙羅樹（1987年9月25日、マドンナ社） - 撮影:伊織鉄也
- サンデーフォト文庫 沙羅樹（1988年1月、サンデー社） - 撮影:杉本健一
- 沙羅樹 写真集（1990年、ビックマン） - 撮影:村西とおる

### 書籍
- 伝説のAV女優（2021年10月、彩図社、インタビュー集） - 著:寺井広樹